# Capitophorus horni
Capitophorus horni är en insektsart som beskrevs av Carl Julius Bernhard Börner 1931. Capitophorus horni ingår i släktet Capitophorus och familjen långrörsbladlöss. Arten är reproducerande i Sverige.

## Underarter
Arten delas in i följande underarter:
- C. h. horni
- C. h. gynoxantha